# Nosislav
Nosislav (en allemand : Nußlau) est un bourg (městys) du district de Brno-Campagne, dans la région de Moravie-du-Sud, en République tchèque. Sa population s'élevait à 1 364 habitants en 2020.

## Géographie
Nosislav se trouve à 11 km au nord-ouest de Hustopeče, à 21 km au sud-sud-est de Brno et à 199 km au sud-est de Prague.
La commune est limitée par Židlochovice, Blučina et Měnín au nord, par Nikolčice et Velké Němčice à l'est, par Uherčice au sud, et par Přísnotice, Žabčice et Hrušovany u Brna à l'ouest.

## Histoire
La première mention écrite de la localité date de 1278.